# Kiril Kondrashin
Kiril Petróvich Kondrashin (en ruso: Кири́лл Петро́вич Кондра́шин, Kiril Petróvich Kondrashin; 6 de marzo de 1914 - 7 de marzo de 1981) fue un director de orquesta soviético, posteriormente exiliado.
Kiril Kondrashin nació en Moscú y estudió en el Conservatorio de dicha ciudad entre 1931 y 1936 con otro director de orquesta soviético, Borís Jaikin. Dirigió el Teatro Maly de Leningrado entre 1938 y 1942 y el Teatro Bolshói de Moscú a partir de 1943. Llamó la atención de Dmitri Shostakóvich al interpretar su Sinfonía n.º 1, momento en el que comenzó una amistad entre ambos. En 1947, ganó el  Premio Stalin.
En el primer Concurso Internacional Chaikovski de 1958 fue el director de Van Cliburn, que ganó el primer premio. Después del concurso, dio una gira por Estados Unidos con Cliburn, interpretando el Concierto para piano n.º 3 de Rajmáninov y el Concierto para piano n.º 1 de Chaikovski. Se convirtió en el primer director soviético que actuó en los Estados Unidos desde que comenzó la Guerra Fría. Se vendieron millones de discos de ambos conciertos en muy poco tiempo. Era también director artístico de la Orquesta Filarmónica de Moscú entre 1960 y 1975. Durante dicho periodo estrenó las sinfonías n.º 4 y n.º 13 de Shostakóvich. Dio varios conciertos por Europa y América con otros famosos músicos rusos como Rostropóvich, Óistraj y Sviatoslav Richter.
En 1978, abandonó la Unión Soviética y pidió asilo político al gobierno holandés durante una gira. El régimen soviético prohibió inmediatamente todas sus grabaciones.[cita requerida] Tomó el puesto de director invitado permanente con la Orquesta Real del Concertgebouw de Ámsterdam en 1978 y permaneció en dicha posición hasta su muerte. Murió en Ámsterdam de un ataque al corazón, el día siguiente de su 67 aniversario y de dirigir la Norddeutscher Rundfunk.